# لندری شووین
لندری شووین (انگلیسی: Landry Chauvin؛ زادهٔ ۷ دسامبر ۱۹۶۸) بازیکن فوتبال اهل فرانسه است.